# Whisnant-Nunatak
Der Whisnant-Nunatak ist ein kleiner Nunatak an der Ingrid-Christensen-Küste des ostantarktischen Prinzessin-Elisabeth-Lands. Er ragt zwischen den McKaskle Hills und dem Maris-Nunatak aus der Mündung des Rogers-Gletschers in die Ostseite des Amery-Schelfeises auf.
Der US-amerikanische Geograph John Hobbie Roscoe (1919–2007) kartierte ihn 1952 anhand von Luftaufnahmen der Operation Highjump (1946–1947). Er benannte ihn nach Jackson Runyon Whisnant (1928–1969), der bei der Operation Highjump an den Erkundungsflügen zur Erstellung der Luftaufnahmen zwischen 14° und 164° östlicher Länge beteiligt war.